# Plymouth (Nuevo Hampshire)
Plymouth es un pueblo ubicado en el condado de Grafton en el estado estadounidense de Nuevo Hampshire. En el Censo de 2010 tenía una población de 6.990 habitantes y una densidad poblacional de 94,04 personas por km².

## Geografía
Plymouth se encuentra ubicado en las coordenadas 43°44′38″N 71°43′36″O / 43.74389, -71.72667. Según la Oficina del Censo de los Estados Unidos, Plymouth tiene una superficie total de 74.33 km², de la cual 72.85 km² corresponden a tierra firme y (2%) 1.49 km² es agua.

## Demografía
Según el censo de 2010, había 6.990 personas residiendo en Plymouth. La densidad de población era de 94,04 hab./km². De los 6.990 habitantes, Plymouth estaba compuesto por el 95.58% blancos, el 0.96% eran afroamericanos, el 0.29% eran amerindios, el 1.14% eran asiáticos, el 0% eran isleños del Pacífico, el 0.46% eran de otras razas y el 1.57% pertenecían a dos o más razas. Del total de la población el 1.9% eran hispanos o latinos de cualquier raza.